# 猛鬼愛情故事
《猛鬼愛情故事》是一部懸疑恐怖片，分為兩個故事。第一個故事「課室」由王晶導演，謝婷婷主演，講述一名失戀教師遇鬼，心理壓力過大的她幸得有校長、老師及前男友支持，後發現全部都已經死亡，竟將班上十多名學生殺害，成為史上最兇殘的兇殺案。第二個故事「旅行」由葉念琛導演，周秀娜、羅仲謙主演，講述寶旅行時遇上意外身亡，實為其男友-明為奪回其搶去的百萬現金，而將寶殺害後但逃不過心魔，始終慘死收場。

## 演員表

### 課室：
- 謝婷婷 飾 葉淑玲 Jennifer
- 鮑起靜 飾 葉淑玲 Jennifer之母
- 梁家仁 飾 葉淑玲 Jennifer之父
- 周柏豪 飾 兆中（淑玲前男友，以螺絲批插喉自殺身亡）
- 田蕊妮 飾 江主任（已於20年前被火燒死）
- 童　菲 飾 冬冬（已於20年前被火燒死）
- 梁進龍 飾 大川
- 楊　焉 飾 素芳 Carol
- 韋　彤 飾 GiGi
- 羅彩玲 飾 CoCo
- 陳嘉佳 飾 Amy
- 高威廉 飾 癲佬

### 旅行：
- 周秀娜 飾 何美寶 BoBo（家明女友，被家明槍殺身亡）
- 羅仲謙 飾 家明 Karl（寶男友，後慘死）
- 洪天明 飾 Jack（警察，暗戀寶）
- 鄧麗欣 飾 鳳 Phoenix（寶表姐，家明前妻，被家明毒殺並以燒烤叉插死）
- 莊思敏 飾 雪兒 Cheryl(被家明派的杀手误杀身亡)
- 方皓玟 飾 阿夢(被家明派的杀手误杀身亡)
- 蝦　頭 飾 Harriet(被家明派的杀手误杀身亡)
- 陳嘉桓 飾 Mindy(被家明派的杀手误杀身亡)
- 林盛斌 飾 Bob（導遊）
- 森　美 飾 紙紮公仔
- 何佩瑜 飾 紙紮公仔

## 外部連結
- 開眼電影網上《猛鬼愛情故事》的資料（繁體中文）
- 豆瓣电影上《猛鬼愛情故事》的資料 （简体中文）
- 时光网上《猛鬼愛情故事》的資料（简体中文）
- 爛番茄上《猛鬼愛情故事》的資料（英文）
- 香港影庫上《猛鬼愛情故事》的資料（繁體中文）
- 互联网电影数据库（IMDb）上《猛鬼愛情故事》的资料（英文）
- 《猛鬼愛情故事》「乜鬼野愛情故事」？ （页面存档备份，存于）